# Sari Ivarson
Assari (Sari) Vilhelmina Ivarson, född 21 mars 1890 i Strora Malm, Södermanlands län, död 18 december 1968 i Stockholm, var en svensk bagare, målare, tecknare och författare.
Hon var dotter till byggmästaren Ivar Andersson och Augusta Wilhelmina Eriksson och under en period gift med Knut Almskog. Hon var syster till konstnären Martin Ivarson. Efter avslutad skolgång etablerade hon en bagerirörelse som hon drev fram till 1947. Ivarson är som konstnär autodidakt och hon började teckna och ställa ut sina verk 1938. Hon medverkade i HSB:s utställning God konst i alla hem 1949–1951. Hennes konst består av stilleben och landskapsmotiv i teckning eller akvarell. Ivarson är representerad med akvareller vid Karolinska sjukhuset och S:t Eriks sjukhus i Stockholm. Vid sidan av sitt bildskapande var hon verksam som tonsättare och sångtextförfattare.